# Гуманітарний інститут Київського університету імені Бориса Грінченка
Гуманітарний інститут Київського університету імені Бориса Грінченка — вищий навчальний заклад в Києві

## Історія
Інститут був створений у січні 2008 року на основі трьох факультетів Київського університету імені Бориса Грінченка:
- із найбільшого в університеті — філологічного, який провадив навчання студентів за денною формою з 2002 року;
- соціально-гуманітарного факультету
- спеціальності «Фізичне виховання» зі складу педагогічного факультету.

У 2016 році Інститут був реорганізований шляхом поділу на:
- Інститут філології
- Інститут журналістики
- Факультет здоров’я, фізичного виховання і спорту

## Структура
У складі інституту працювали 12 кафедр, на яких працюють 14 докторів наук та понад 59 кандидатів наук, ведеться наукова робота.
- Кафедра теорії та історії педагогіки (загальноуніверситетська)
- Кафедра філософії (загальноуніверситетська)
- Кафедра української мови та методики навчання (загальноуніверситетська)
- Кафедра української літератури, компаративістики і соціальних комунікацій
- Кафедра практики та методики навчання англійської мови
- Кафедра англійської філології
- Кафедра англійської мови (загальноуніверситетська)
- Кафедра реклами та зв'язків з громадськістю
- Кафедра теорії, історії та методики викладання зарубіжної літератури
- Кафедра романо-германських і східних мов
- Кафедра перекладу
- Кафедра фізичного виховання (загальноуніверситетська)
- Кафедра теорії і методики фізичної культури та спортивної майстерності
- Навчальний відділ
- Відділ виховних технологій
- Інститут Кураторів
- Інтернет-прес-центр (віртуальний)

## Ключові особи
- Бондарева Олена Євгенівна — директор інституту, доктор філологічних наук, професор;
- Ковбасенко Юрій Іванович — завідувач кафедри теорії, історії та методики викладання зарубіжної літератури, кандидат філологічних наук, професор;
- Буніятова Ізабелла Рафаїлівна — завідувач кафедри германської філології, доктор філологічних наук.